# Мартенс, Герман
Герман Мартенс (нем. Hermann Martens; 16 апреля 1877—1916) — немецкий велогонщик, серебряный призёр летних Олимпийских игр 1908.
На Играх 1908 в Лондоне Мартенс соревновался во всех дисциплинах. Он завоевал серебряную медаль в командной гонке преследования, а во всех остальных заездах не проходил дальше первых раундов.